# Eleições municipais de Dourados em 2008
A eleição municipal da cidade brasileira de Dourados ocorreu em 5 de outubro de 2008 para eleger um prefeito, um vice-prefeito e 19 vereadores para a administração da cidade. O prefeito titular era Laerte Tetila, do Partido dos Trabalhadores (PT), que não podia concorrer à reeleição.
As convenções partidárias para a escolha dos candidatos ocorreram entre 10 a 30 de junho. A propaganda eleitoral gratuita em Dourados começou a ser exibida em 19 de agosto e terminou em 2 de outubro.
Os candidatos que disputaram a cadeira de prefeito foram: Ari Artuzi (PDT), Murilo Zauith (DEM) e Wilson Biasotto (PT). Artuzi foi eleito com uma diferença de 5.568 votos do segundo colocado.

## Candidatos
|  | Nº | Candidato(a) a prefeito | Candidato(a) a prefeito                          | Candidato(a) a vice-prefeito | Candidato(a) a vice-prefeito                         | Coligação |
|  | -- | ----------------------- | ------------------------------------------------ | ---------------------------- | ---------------------------------------------------- | --- |
|  | 12 |                         | Ari Artuzi (PDT) Ari Valdecir Artuzi             |                              | Carlinhos Cantor (PR) Carlos Roberto Assis Bernardes | Aliança com Dourados - Partido Democrático Trabalhista (PDT) - Partido da República (PR) - Partido Social Liberal (PSL) - Partido Republicano Progressista (PRP) - Partido Republicano Brasileiro (PRB) |
|  | 13 |                         | Professor Biasotto (PT) Wilson Valentin Biasotto |                              | Cláudio Freire (PSB) Cláudio Freire de Souza         | Dourados cada vez melhor - Partido dos Trabalhadores (PT) - Partido Socialista Brasileiro (PSB) - Partido Comunista do Brasil (PCdoB) - Partido Trabalhista Nacional (PTN) - Partido da Social Democrata Cristão (PSDC) |
|  | 25 |                         | Murilo Zauith (DEM) Murilo Zauith                |                              | Bela Barros (PMDB) Francisca Felisbela de Barros     | Competência para Dourados Crescer - Democratas (DEM) - Partido do Movimento Democrático Brasileiro (PMDB) - Partido da Mobilização Nacional (PMN) - Partido Trabalhista Cristão (PTC) - Partido Trabalhista Brasileiro (PTB) - Partido Verde (PV) - Partido Trabalhista do Brasil (PTdoB) - Partido Social Cristão (PSC) - Partido da Social Democracia Brasileira (PSDB) - Partido Progressista (PP) - Partido Renovador Trabalhista Brasileiro (PRTB) - Partido Popular Socialista (PPS) |

## Resultados

### Prefeito
| Ari Artuzi (PDT)        | Carlinhos Cantor (PR)   | 45.182  | 42,38%  |
| Murilo Zauith (DEM)     | Bela Barros (PMDB)      | 39.614  | 37,16%  |
| Professor Biasotto (PT) | Cláudio Freire (PSB)    | 21.821  | 20,47%  |
| Total de votos válidos  | Total de votos válidos  | 106.617 | 100,00% |
| Votos apurados          |                         |         |         |
| Votos válidos           | Votos válidos           | 106.617 | 94,40%  |
| Votos em branco         | Votos em branco         | 1.848   | 1,64%   |
| Votos nulos             | Votos nulos             | 4.480   | 3,97%   |
| Total de votos apurados | Total de votos apurados | 112.945 | 100,00% |
| Eleitores               |                         |         |         |
| Comparecimento          | Comparecimento          | 112.945 | 84,84%  |
| Abstenções              | Abstenções              | 20.182  | 15,16%  |
| Total de eleitores      | Total de eleitores      | 133.127 | 100,00% |
| Total de seções: 385    |                         |         |         |

#### Gráficos
| \| Turno único - Esquema Gráfico \| Turno único - Esquema Gráfico \| Turno único - Esquema Gráfico \| Turno único - Esquema Gráfico \| Turno único - Esquema Gráfico \| \| ----------------------------- \| ----------------------------- \| ----------------------------- \| ----------------------------- \| ----------------------------- \| \| \| \| \| \| \| \| Ari Artuzi \| Ari Artuzi \| \| 42,38% \| 42,38% \| \| Murilo Zauith \| Murilo Zauith \| \| 37,16% \| 37,16% \| \| Wilson Biasotto \| Wilson Biasotto \| \| 20,47% \| 20,47% \| \| Brancos e Nulos \| Brancos e Nulos \| \| 5,61% \| 5,61% \| \| Abstenções \| Abstenções \| \| 15,16% \| 15,16% \| |                 |  |        |        |
| Turno único - Esquema Gráfico |                 |  |        |        |
| |                 |  |        |        |
| Ari Artuzi | Ari Artuzi      |  | 42,38% | 42,38% |
| Murilo Zauith | Murilo Zauith   |  | 37,16% | 37,16% |
| Wilson Biasotto | Wilson Biasotto |  | 20,47% | 20,47% |
| Brancos e Nulos | Brancos e Nulos |  | 5,61%  | 5,61%  |
| Abstenções | Abstenções      |  | 15,16% | 15,16% |

### Vereadores

DEM
PDT
PT
PMDB
PRB
PSDB
PR
PSB

Os eleitos foram remanejados pelo coeficiente eleitoral destinado a cada coligação. Abaixo a lista com o número de vagas e os candidatos eleitos. O ícone  indica os que foram reeleitos.
| Candidato(a)              | Partido | Votação     | %    |       |      |
| ------------------------- | ------- | ----------- | ---- | ----- | ---- |
| Candidato(a)              | Partido | Délia Razuk | PMDB | 3.426 | 3,16 |
| Sidlei Alves              | DEM     | 3.032       | 2,80 |       |      |
| Marcelo Barros            | DEM     | 2.950       | 2,73 |       |      |
| Paulo Henrique Bambu      | DEM     | 2.730       | 2,52 |       |      |
| Gino                      | DEM     | 2.604       | 2,41 |       |      |
| Marcelão                  | PR      | 2.559       | 2,36 |       |      |
| Aurélio Bonatto           | PDT     | 2.336       | 2,16 |       |      |
| Zezinho da Farmácia       | PSDB    | 2.324       | 2,15 |       |      |
| Humberto Teixeira Jr.     | PDT     | 2.081       | 1,92 |       |      |
| Tio Júlio Artuzi Sucupira | PRB     | 1.852       | 1,71 |       |      |
| Cimatti                   | PSB     | 1.637       | 1,51 |       |      |
| Dirceu Longhi             | PT      | 1.461       | 1,35 |       |      |